# Nolan Richardson
Nolan Richardson est un entraîneur américain de basket-ball né à El Paso (Texas) le 27 décembre 1941,  avec laquelle il remporte le championnat NCAA en 1994.

## Biographie
Élu au National Collegiate Basketball Hall of Fame, il est le seul entraîneur à avoir remporté à la fois le championnat NCAA en (1994), le tournoi NIT (1981) et le championnat national des Junior College (1980).
Il embrasse rapidement une carrière d'entraîneur d'abord à la Bowie High School à El Paso puis au Western Texas Junior College, formation avec laquelle il remporte le championnat national en 1980. Entraîneur principal des Golden Hurricane de Tulsa de l'université de Tulsa de 1981 à 1985, il remporte le tournoi NIT pour sa saison inaugurale. En 1985, il est nommé entraîneur des Razorbacks de l'Arkansas de l'université de l'Arkansas, avec laquelle il remporte le championnat NCAA en 1994. Cette même saison, il est nommé entraîneur de l'année.
Il emmène trois fois les Razorbacks au Final Four. En 1990, son équipe est défaite par les Blue Devils de Duke en demi-finale, mais c'est contre cette même formation qu'il remporte la finale en 1994. En 1995, la formation de l'Arkansas s'incline face aux Bruins d'UCLA. Son style de jeu impose une forte pression en défense décrite comme « 40 minutes en enfer ». En 17 saisons avec les Razorbacks, il remporte 389 succès pour 169 revers. En février 2002, il quitte son poste à la suite d'une controverse, se déclarant discriminé. Il perd le procès intenté contre son ancienne université, qui pour sa part n'a plus accédé au Sweet Sixteen depuis qu'il ait été remercié.
Après avoir entraîné l'équipe nationale du Panama (2005-2007) puis l'équipe nationale du Mexique (2007-2008), il est nommé le 20 octobre 2009 entraîneur et manager général de la nouvelle franchise WNBA des Shock de Tulsa, anciens Detroit Shock, fonctions dont il est démis le 8 juillet 2011. Il est remplacé par son assistante Teresa Edwards.